# Carpe diem
Carpe diem (łac.), dosłownie „chwytaj (skub) dzień” – sentencja pochodząca z poezji Horacego, zawarta w Pieśniach (1, 11, 8): „Chwytaj dzień, bo przecież nikt się nie dowie, jaką nam przyszłość zgotują bogowie". 